# گودبوروو
گودبوروو (انگلیسی: Gudburovo) یک شهرک در شهرستان یانائولسکی استان باشقیرستان کشور روسیه است.